# Luvas (economia)
Luvas é uma terminologia usada em economia para designar um devido montante pago a uma pessoa, inquilino, empresário, locador entre outros, que esteja interessado de uma tal maneira e que a certeza de seus rendimentos são tão intensas que é de praxe um pagamento adiantado para garantir o vínculo ou locação. Originalmente luvas derivou do ramo imobiliário, porém hoje em dia é comum ouvirmos falar de luvas nos meios esportivos, pois em vez do imóvel, o que está em jogo é a valorização do serviço do atleta. De acordo com Aloysio Corrêa da Veiga, no meio esportivo, a palavra "luvas" refere-se a "parcela paga ‘"pelo trabalho' e também pelo patrimônio acumulado pelo trabalhador em sua carreira profissional".

## Etimologia e Origem da Palavra
A origem da expressão "luvas" remete ao cristianismo, já que no século XVIII, durante as procissões, o andor com a imagem de Cristo era carregado por fiéis que deviam trazer luvas nas mãos. Tais luvas eram fornecidas pela Igreja que cobrava uma pequena importância para cedê-las aos fiéis que desejavam carregar a padiola. Com o tempo, a expressão "pagar luvas" estendeu-se às próprias contribuições que os fiéis faziam às paróquias. Mais tarde passou a ter o significado que conhecemos hoje.
O dicionário Houaiss registra quatro acepções, em que a palavra “luvas” tem sentido pecuniário : 
- 1. quantia acima do preço que o locador cobra do locatário na assinatura do contrato de locação (…);
- 2. valor do aviamento (ponto, clientela etc.) que se acrescenta ao preço de balanço na venda ou transferência de estabelecimento mercantil ou industrial;
- 3. recompensa recebida por quem presta um serviço a ou facilita certo negócio de outrem;
- 4. dinheiro recebido por um jogador na assinatura de novo contrato.

Segundo o lexicógrafo, as duas primeiras acepções são exclusivas do português brasileiro e se referem a operações informais, sem amparo na lei.